# Лафонтан, Жак-Ги
Жак-Ги Лафонтан (фр. Jack Guy Lafontant; род. 4 апреля 1961, Порт-о-Пренс, Республика Гаити) — гаитянский политический и государственный деятель, педагог, профессор медицинского факультета Гаитянского государственного университета и Университета Нотр-Дам, премьер-министр Гаити (21 марта 2017 — 17 сентября 2018).

## Биография
Сын священника. Изучал медицину в университетах Гаити и Мартиники, получил специальность гастроэнтеролога и терапевта. Отправился в Европу, где специализировался.
Работал преподавателем в университете. Стал членом Гаитянской медицинской ассоциации и Американской коллегии гастроэнтерологов.
В 1995 году назначен директором больницы Сент-Круа в Леогане. Политик, член Демократического движения Гаити — Демократическое собрание Гаити (фр. Mouvement démocratique d’Haïti — Rassemblement démocratique d’Haïti).
После урагана Мэтью стал членом Ротари Интернешнл, которым руководил в 2016—2017 годах. Занимался организацией помощи жертвам стихии.
Будучи другом президента Ж. Моиза, трудился над разработкой программы здоровья в Гаити.
22 февраля 2017 года занял пост премьер-министра Гаити. Его правительство получило вотум доверия Сената и Палаты депутатов . Должность премьер-министра была его дебютом в политике. Подал в отставку 14 июля 2018 года после массовых протестов против плана правительства по повышению цен на топливо, повлекших смерть по меньшей мере четырёх человек, когда были разграблены и сожжены десятки магазинов и подожжены автомобили.
Правительство быстро отменило запланированное повышение цен.

## Личная жизнь
Женат. Отец троих детей.